# Marine-Rundschau
Die Marine-Rundschau (MR) war eine deutsche Militärfachzeitschrift, die 1890 vom Reichsmarineamt (RMA) gegründet wurde und mit kurzen Unterbrechungen aufgrund des Ersten und Zweiten Weltkriegs bis 1989 erschien. Im Gegensatz zu Militärfachzeitschriften wie dem Militär-Wochenblatt behandelte die MR nahezu ausschließlich maritime Themen.

## Von der Gründung bis zum Ersten Weltkrieg

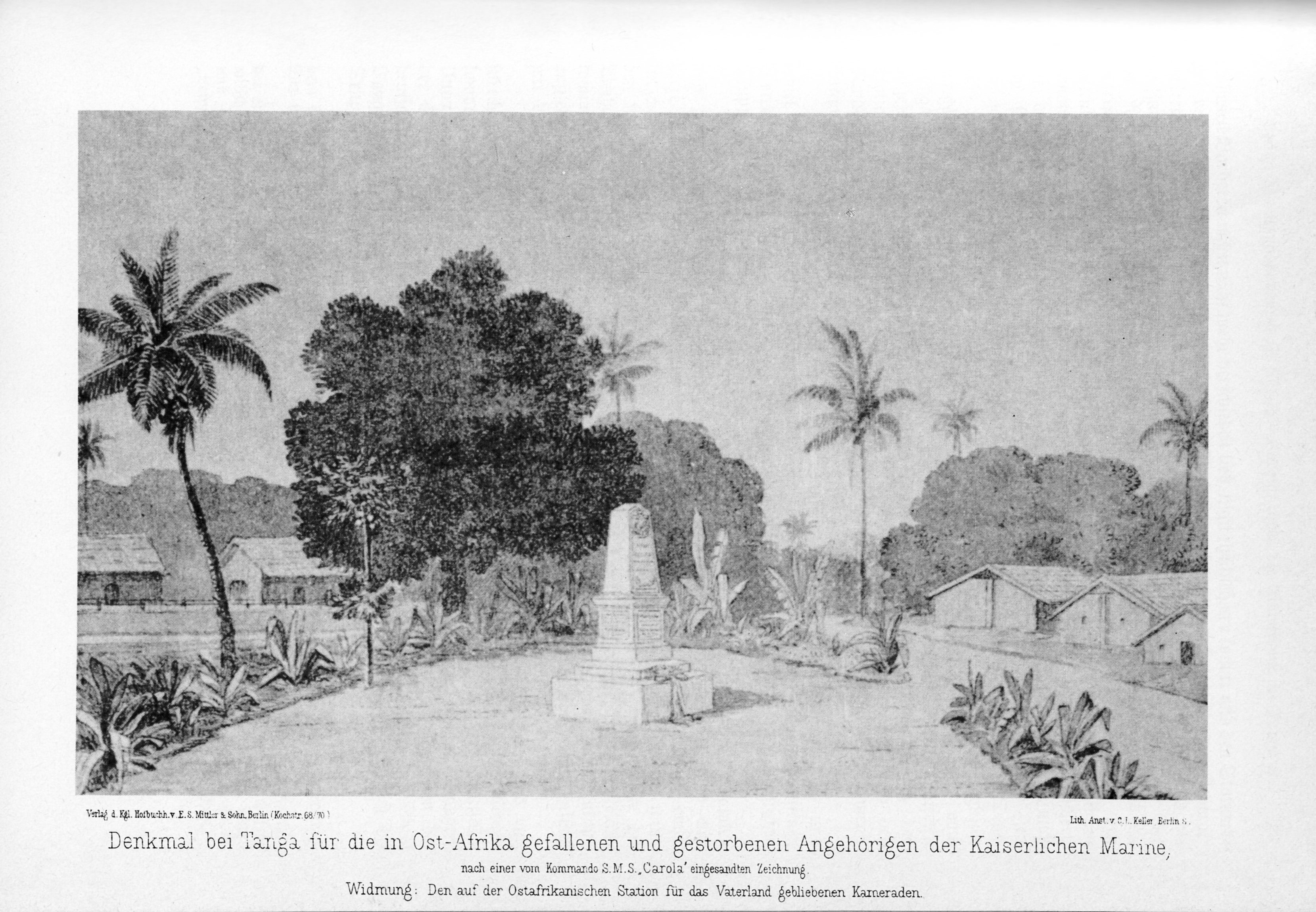
Denkmal für die in Ostafrika gefallenen Angehörigen der Kaiserlichen Marine in Tanga, errichtet 1890

Die MR erschien erstmals im November 1890 im Mittler & Sohn Verlag und ersetzte monatlich die bis dahin in unregelmäßigen Abständen erschienenen „Beihefte zum Marine-Verordnungsblatt“. Erster Herausgeber war bis zum Ende des Ersten Weltkriegs das Nachrichtenbureau des RMA. Ab 1895 erschien sie als selbständige Zeitschrift. Die ersten Jahrgänge wiesen folgende Gliederung auf:
A. Größere Aufsätze (z. B. Flottenmanöver fremder Seestreitkräfte, technische Neuheiten, Berichte von fremden Kriegsschauplätzen)

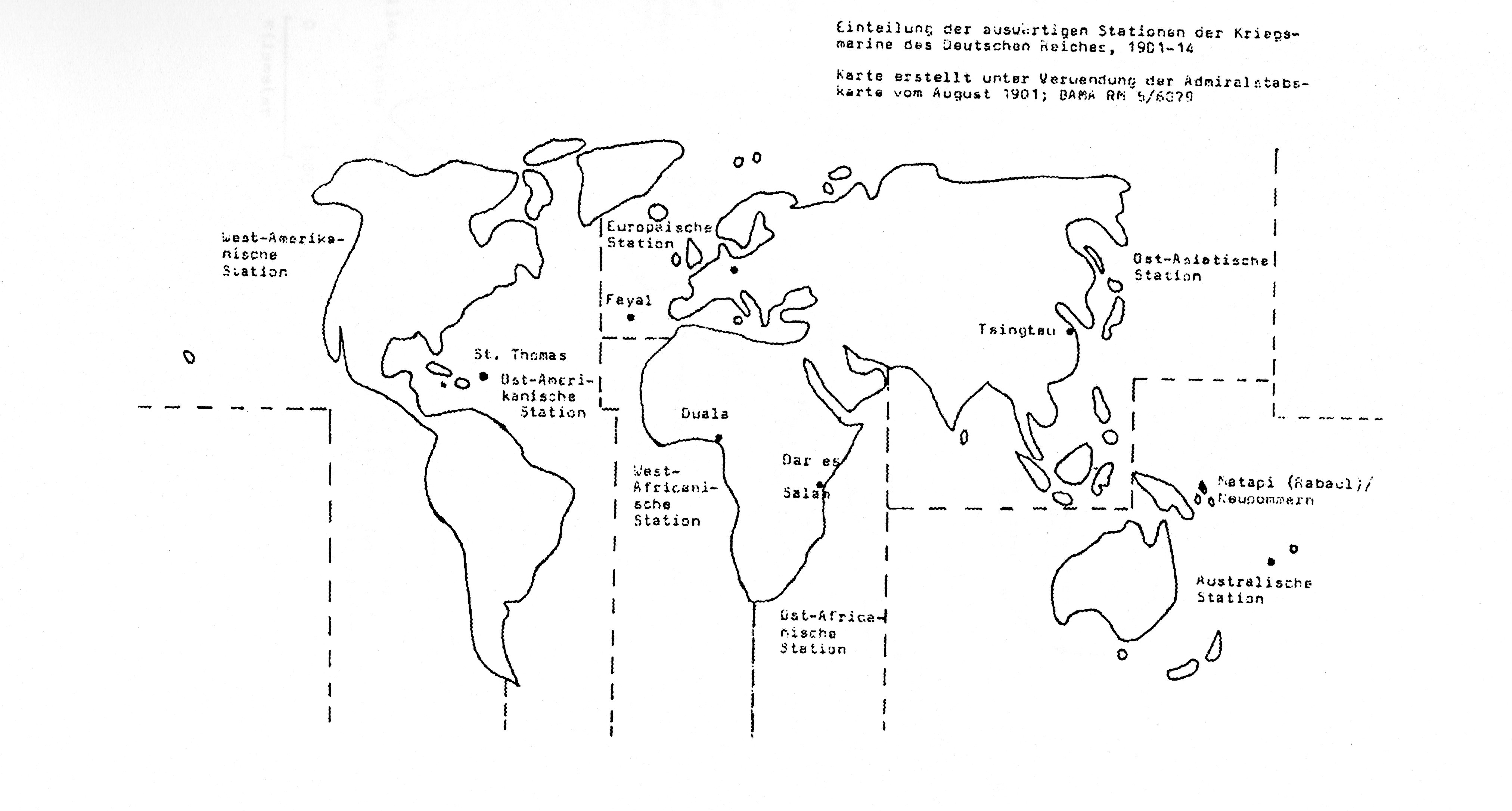
Karte der Auslandsstationen der Kaiserlichen Marine 1901–1914

B. Berichte von den Auslandsstationen der Kaiserlichen Marine aus Afrika, Amerika, Asien, Australien und der Südsee.

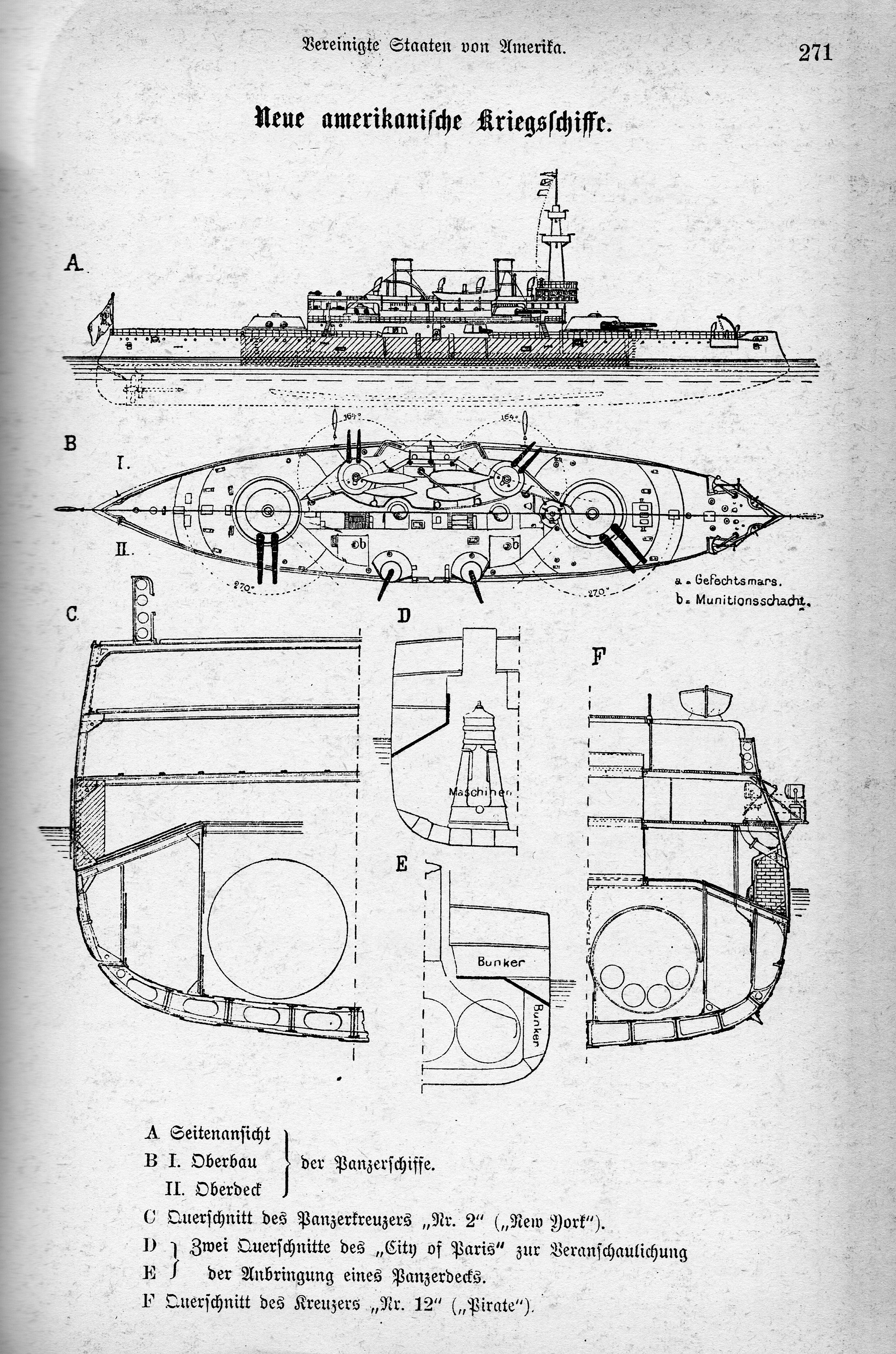
Panzerkreuzer USS New York

C. Nachrichten aus fremden Marinen (Stapelläufe, Probefahrten, technische Neuerungen)
D. Sonstige Mitteilungen (Seeunfälle, maritime Einsätze von Kolonialmächten in ihren Kolonien)
E. Nachrufe
G. Eingesandtes (z. B. persönliche Erfahrungsberichte in nautischen Angelegenheiten)
H. Literatur (Buchbesprechungen)
I. Kurzinhalt der Marinebefehle und Marineverordnungsblätter
K. Zeitschriften und Bücher (z. B. „Internationale Revue über die gesammten Armeen und Flotten“, „Neue militärische Blätter“, „Militär-Wochenblatt“, „Army and Navy Journal“, „Proceedings of the United States Naval Institute“, „Revista Maritima Brazileira“, „Tidsskrift for Søvaesen“, „Army and Navy Gazette“, „The illustrated Naval and Military Magazine“, „Le Yacht“, „Revue Maritime et Coloniale“, „Rivista Marittima“, „Mittheilungen aus dem Gebiete des Seewesens“, „Tidskraft i Sjöväsendet“ oder „Revista General de Marina“)
L. Karten, Abbildungen
M. Angaben über fremde Kriegsschiffe (z. B. Versuche mit dem amerikanischen Dynamitkreuzer USS Vesuvius)

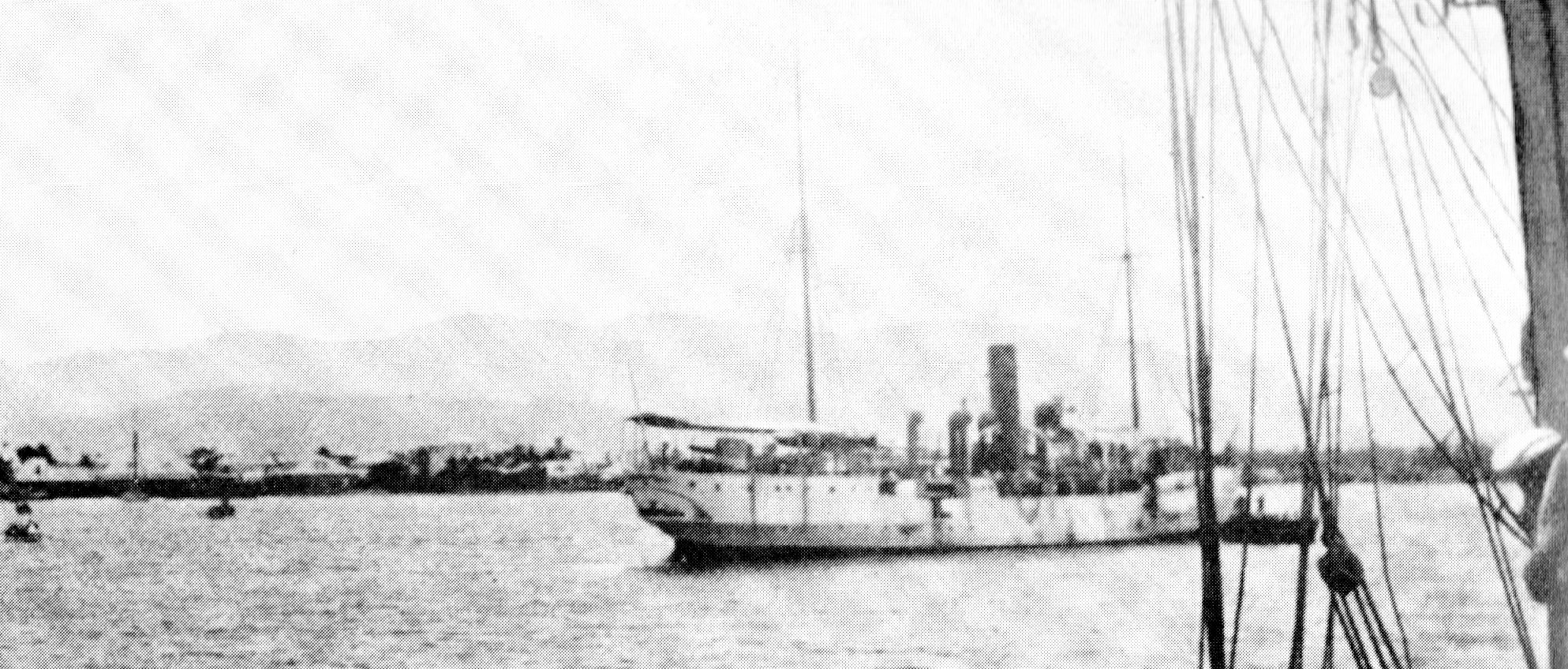
Haitianisches Kanonenboot "Crête-à-Pierrot" am 6. September 1902 im Hafen von La Gonaives kurz vor der Versenkung durch SMS Panther

Die unter „B.“ publizierten Berichte sind praktisch deckungsgleich mit den dienstlichen Berichten der Schiffskommandanten, wie z. B. der Artikel über die Versenkung des haitianischen Kanonenboots Crête-à-Pierrot durch die Panther am 6. September 1902 im Hafen von La Gonaives anlässlich des Markomannia-Zwischenfalls. Außer der Reihe erschienen Sonderhefte z. B. über die Seekriegführung während des Russisch-Japanischen Krieges oder die Beteiligung der Kaiserlichen Marine am Hereroaufstand 1904 („Das Marine-Expeditionskorps in Südwest-Afrika während des Herero-Aufstandes“, Berlin 1905). Mit Ausbruch des Ersten Weltkriegs stellte die Zeitschrift ihr Erscheinen mit dem 25. Jahrgang ein.

## Weimarer Republik und NS-Zeit, 1921–1944
Im Januar 1921 erschien Jg. 26; Herausgeber war nun das Allgemeine Marineamt der Reichsmarine. Chefredakteur (Hauptschriftleiter) war von 1929 bis 1942 Konteradmiral Reinhold Gadow. Mit dem Augustheft 1944 wurde das Erscheinen der Zeitschrift im 49. Jahrgang erneut abgebrochen.

## Bundesrepublik Deutschland, 1953–1989
1953 erschien unter der Chefredaktion von Admiral a. D. Erich Förste wiederum im Verlag Mittler der 50. Jahrgang; wie die Zeitschrift finanziert wurde, ist unklar. Ab August 1956 fungierte als Herausgeber der Arbeitskreis für Wehrforschung. Hauptschriftleiter wurde Jürgen Rohwer, einer der wichtigsten Mitarbeiter Erich Gröner. Weitere Mitarbeiter und Autoren bzw. Gastautoren waren Erich Lawrenz, Niels Neelsen, Hannsjörg Kowark, Joseph Luns, Lord Chalfont, Sir Terence Lewin, James L. Holloway, 1985 sogar Sergei Gorschkow sowie weiterhin Robert O’Neill, Robert Scheina, Norman Polmar und Charles F. Barnaby.
1973 wechselte die Zeitschrift aufgrund von finanziellen Schwierigkeiten von Mittler zum J. F. Lehmanns Verlag, 1977 zu Bernard & Graefe. 1983 wurde die MR von der Mönch-Gruppe übernommen. Aufgrund von erheblichen Spannungen mit der Verlagsleitung, die eine weitere Kommerzialisierung der Zeitschrift durch Werbung zu Lasten wissenschaftlicher Beiträge forderte, kündigte Rohwer 1986 seine Stellung. Mit Heft 6/1989 wurde die „Marine-Rundschau“ eingestellt.